# سنجاقک‌های بال‌بسته
سنجاقک‌های بال‌بسته (نام علمی: Coenagrionoidea) نام یک بالاخانواده از زیرراسته سنجاقک است.